# Syr-Darja

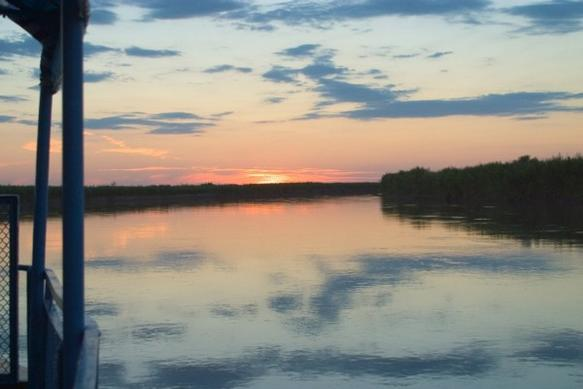
Syr-Darja i provinsen Qyzylorda i Kazakstan.

Syr-Darja (uzbekiska: Sirdaryo; tadzjikiska: Сирдарё, Sirdarjo; kazakiska: Сырдария, Syrdarija; persiska: سیردریا, darya är persiska för flod), antikens Jaxartes (grekiska: ὁ Ιαξάρτης), är en 2 212 kilometer lång flod i Centralasien. Den börjar i staden Namangan i Ferganadalen i Uzbekistan där de två floderna Naryn och Kara-Darja flyter samman och löper därifrån först in i Tadzjikistan och sedan in i Uzbekistan igen innan den gör en vid båge på Turanlåglandet mot nordost genom Kazakstan där den så småningom rinner ut i Aralsjön. Området mellan Syr-Darja och den parallella floden Amu-Darja i söder kallas Transoxanien. 
Floden (under namnet Jaxartes) utgjorde Alexander den stores rikes nordöstra gräns. Alexander den store grundade år 329 f. Kr. staden Alexandria Eschate (dagens Chudzjand) som en garnison vid floden. Då man som del i Sovjetunionen började odla bomull i området användes floden för omfattande konstbevattning. Nu bevattnar floden gigantiska odlingar av bland annat bomull och ris, något som har minskat dess vattenflöde kraftigt och även lett till att Aralsjöns yta minskat dramatiskt. Tillrinningsområdet är över 800 000 kvadratkilometer, men endast lite över 200 000 av dessa bidrar med vatten till floden.

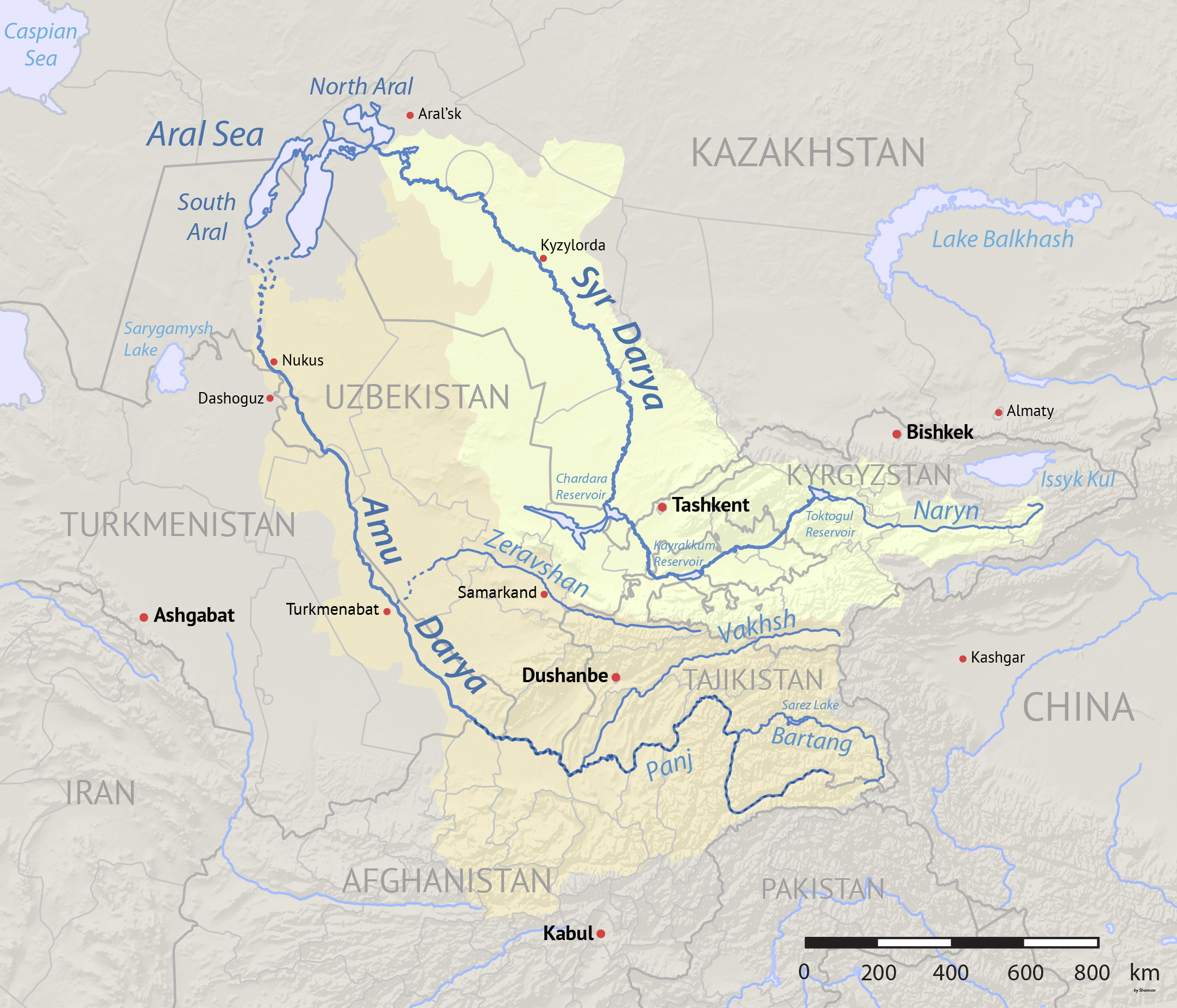
Avrinningsområden för floderna Amu-Darja och Syr-Darja.

## Ekologisk skada
En massiv utbyggnad av bevattningskanaler i Mellersta och Nedre Syr Darya under sovjetperioden för att vattna bomulls- och risfält orsakade ekologiska skador på området. Mängden vatten som togs från floden var sådan att under vissa perioder av året nådde inget vatten alls Aralsjön. Amu-Darja i Uzbekistan och Turkmenistan stod inför en liknande situation.

## Namnet
Den andra delen av namnet (persiska: دریا, darya) betyder "flod" på centralasiatisk persiska, medan det i iransk persiska används för "sjö" eller "hav". Namnet är från 1700-talet.
Det tidigast dokumenterade namnet är Jaxartes eller Iaxartes (Ἰαξάρτης) på klassisk grekiska och består av de två morfemen Iaxa och artes och finns med flera källangivelser, bland annat med koppling till  Alexander den store. Det grekiska namnet går tillbaka på det fornpersiska namnet Yakhsha Arta (ungefär "Sann pärla"), kanske med anspelning på vattnet färg som påverkas av glaciärvatten Stöd för det fornpersiska ursprunget för detta namn återfinns också i den turkiska namngivningen, som den såg ut fram till tiden för den arabiska erövringen av området, då floden hette Yinçü, eller "Pärlfloden".
Under Tangdynastin hade floden namnet Yaoshafloden 藥殺水 (MK: *jɨɐk-ʃˠɛt) och senare kom den att kallas Yefloden 葉河 (MK: *jiɛp).
Sedan araberna erövrat området benämndes floden Seyhun (سيحون), som en av de fyra floderna som flöt fram från paradiset, (Jannah, جَنّة på arabiska).
Det nuvarande namnet, Syr (Sïr), börjar användas först på 1500-talet. På 1600-talet kallar det turkiske historieskrivaren Abu al-Ghazi Bahadur Aralsjön för "Sïr-havet", eller Sïr Tengizi.